# Herrestadsjön
Herrestadsjön är en sjö i Värnamo kommun i Småland och ingår i Lagans huvudavrinningsområde. Sjön är 4 meter djup, har en yta på 4,16 kvadratkilometer och är belägen 160 meter över havet. Sjön avvattnas av vattendraget Lillån. Vid provfiske har bland annat abborre, braxen, gers och gädda fångats i sjön.

## Delavrinningsområde
Herrestadsjön ingår i det delavrinningsområde (634569-138689) som SMHI kallar för Utloppet av Herrestadsjön. Avrinningsområdets medelhöjd är 174 meter över havet och ytan är 24,48 kvadratkilometer. Räknas de 3 delavrinningsområdena uppströms in blir den ackumulerade arean 57,63 kvadratkilometer. Lillån som avvattnar avrinningsområdet har biflödesordning 3, vilket innebär att vattnet flödar genom totalt 3 vattendrag innan det når havet efter 169 kilometer. Delavrinningsområdet består mestadels av skog (38 procent), jordbruk (12 procent) och sankmarker (26 procent). Avrinningsområdet har 4,15 kvadratkilometer vattenytor vilket ger det en sjöprocent på 16,9 procent.

## Fisk
Vid provfiske har följande fisk fångats i sjön:
- Abborre
- Braxen
- Gärs
- Gädda
- Löja
- Mört
- Sutare